# Acidithiobacillus

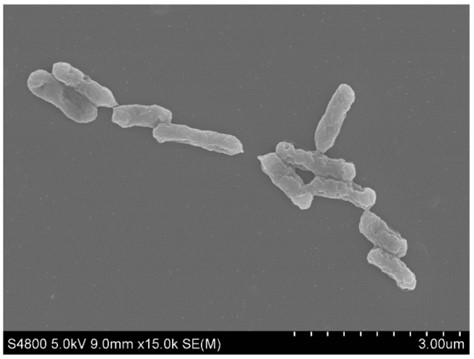
Acidithiobacillus ferrooxidans.

Acidithiobacillus és un gènere de proteobacteris. Com tots els proteobacteris, Acidithiobacillus és gramnegatiu. Els membres d'aquest gènere estaven classificats com Thiobacillus, fins que es van reclassificar l'any 2000.
- Acidithiobacillus ferrooxidans (sinònim Thiobacillus ferrooxidans) viu dins els dipòsits de pirita metabolitzant ferro i sofre i produint àcid sulfúric.
- Acidithiobacillus thiooxidans (sin. Thiobacillus thiooxidans, Thiobacillus concretivorus[1]) consumeix sofre i produeix àcid sulfúric. Primer es va aïllar del sòl[2] i també s'ha observat fent corrosió del ciment dels col·lectors d'aigües residuals, convertint el sulfur d'hidrogen que contenen en àcid sulfúric.[3]

Aquestes dos bacteris es fan servir en la tècnica minera de la biolixiviació, mitjançant la qual els metalls s'extrauen per oxidació. Els bacteris es fan servir de catalitzador.

## El gènereThiobacillus
Thiobacillus és un quimiolitòtrof que metabolitza sofre. Estan adaptats a àmplies variacions de temperatura i pH.